# Mont-le-Vernois
Mont-le-Vernois é uma comuna francesa na região administrativa de Borgonha-Franco-Condado, no departamento de Alto Sona. Estende-se por uma área de 7,76 km². Em 2010 a comuna tinha 182 habitantes (densidade: 23,5 hab./km²).